# Boteiras của Bithynia
Boteiras là một hoàng tử bản địa của vùng đất Bithynia, ông là cha của Bas của Bithynia, vị vua đầu tiền của Bithynia. Ông đã cai trị vùng đất này trong 50 năm từ năm 376 tới năm 326 TCN.
Alexander Đại đế đã chiếm được Bithynia từ tay của người Ba Tư, thế nhưng Calantos, một trong số những vị tướng của ông đã bị đánh bại bởi Bas, con trai của Boteiras. Như là hệ quả của điều này, Bithynia đã trở thành một vương quốc độc lập.